# Luang Namtha

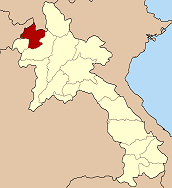
Luang Namthas läge i Laos

Luang Namtha (laotiska ຫລວງນໍ້າທາ), även Louang Nam Tha och andra stavningar, är en provins i norra delarna av Laos. Dess huvudstad bär samma namn som provinsen och är ganska liten, här finns en marknad, två huvudgator och diverse boende. Det finns endast en väg hit och en tillbaka.
Som turist kommer man hit främst för att vandra i det vackra landskapet. Laos värnar mycket om sin natur, men också om sina turister vilket gör att det blir krockar då och då. Här finns många så kallade ekoturism-utflykter att göra, ofta i form av längre vandringar eller cykelturer. Man satsar mycket på ekoturism, och ett exempel är att bara en liten skara turister tillåts vandra samtidigt. Många olika minoritetsfolk bor i byarna runt omkring, vissa har kommit över gränsen från Kina. Byarna är väldigt primitiva och ligger ofta uppe i de grönskande bergen. Skolor finns i några byar med antingen lokala lärare eller lärare som kommer från staden. Det tar ca en halv dag att gå till byarna längs stigarna i skogen. Det finns inga vägar hit. Det är en av anledningarna till att det ibland krockar: en väg hade sparat mycket tid och arbete, men i utbyte får man inga inkomster från turisterna eftersom de då kan ta sig hit med egen transport. Många av människorna i byarna pratar inte lao, utan olika minoritetsspråk.